# Cladius difformis
Cladius difformis es una especie de Symphyta (avispas sierra) en la familia Tenthredinidae. Cada año produce varias generaciones.
La larva es verde clara, con cápsula cefálica color castaño. El cuerpo cubierto de setas. El adulto mide 5 a 7 mm, tiene cintura gruesa y es predominantemente negro. Produce daño en rosas, frutillas y frambuesas. Es una especie nativa del Paleártico, fue introducida probablemente en forma accidental en el Neártico.

## Ciclo de vida

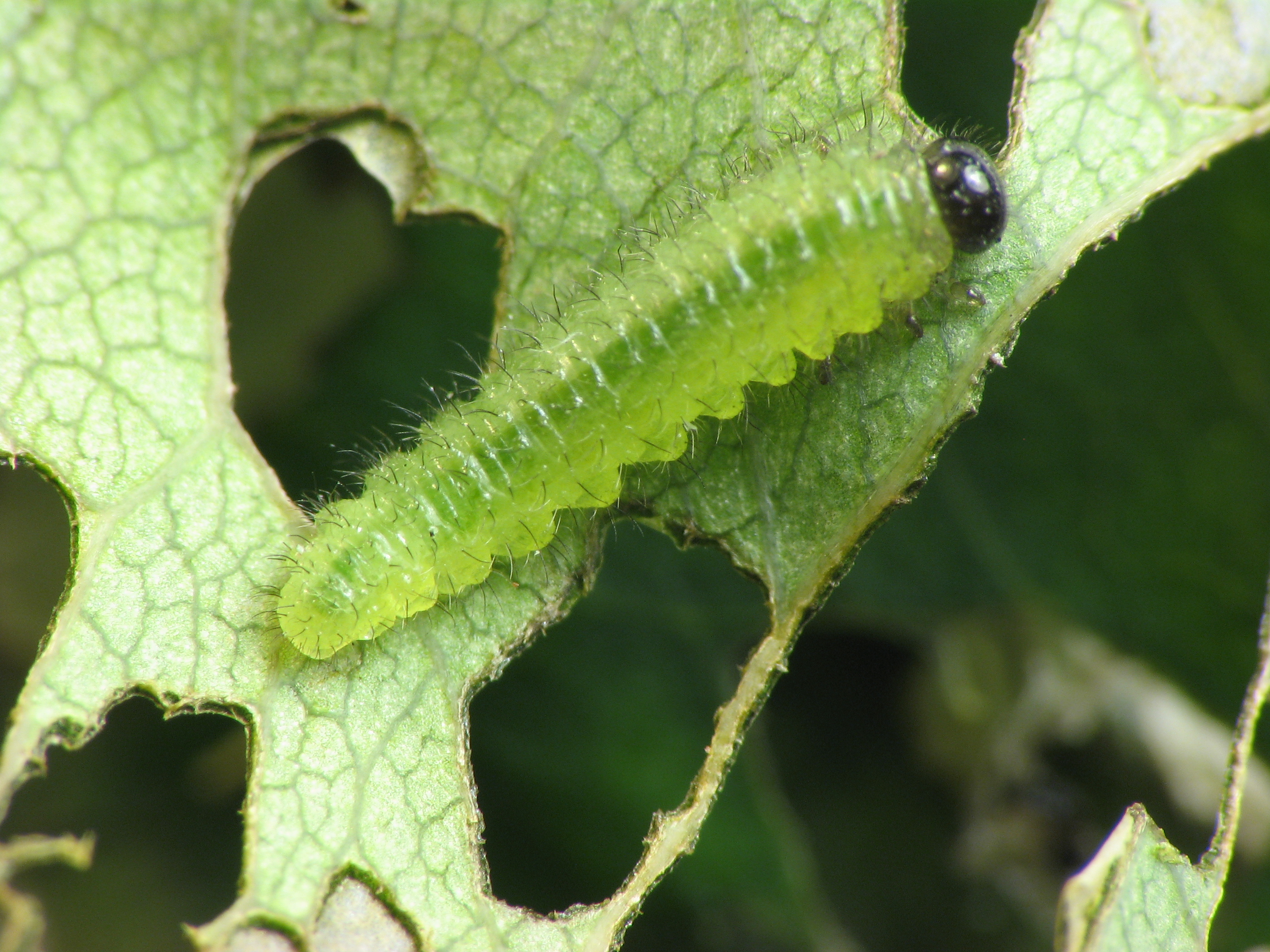
Larva
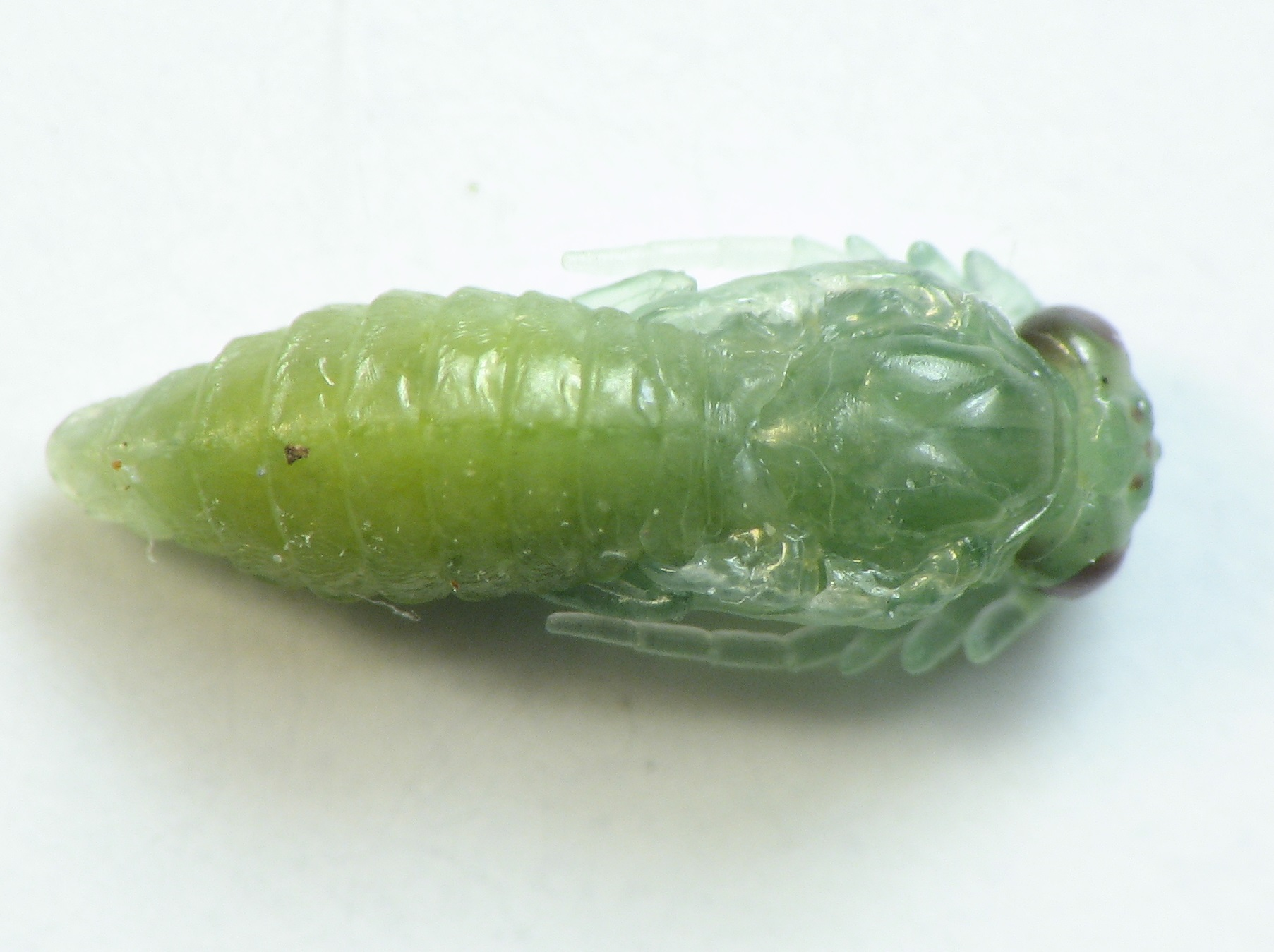
Pupa, vista dorsal
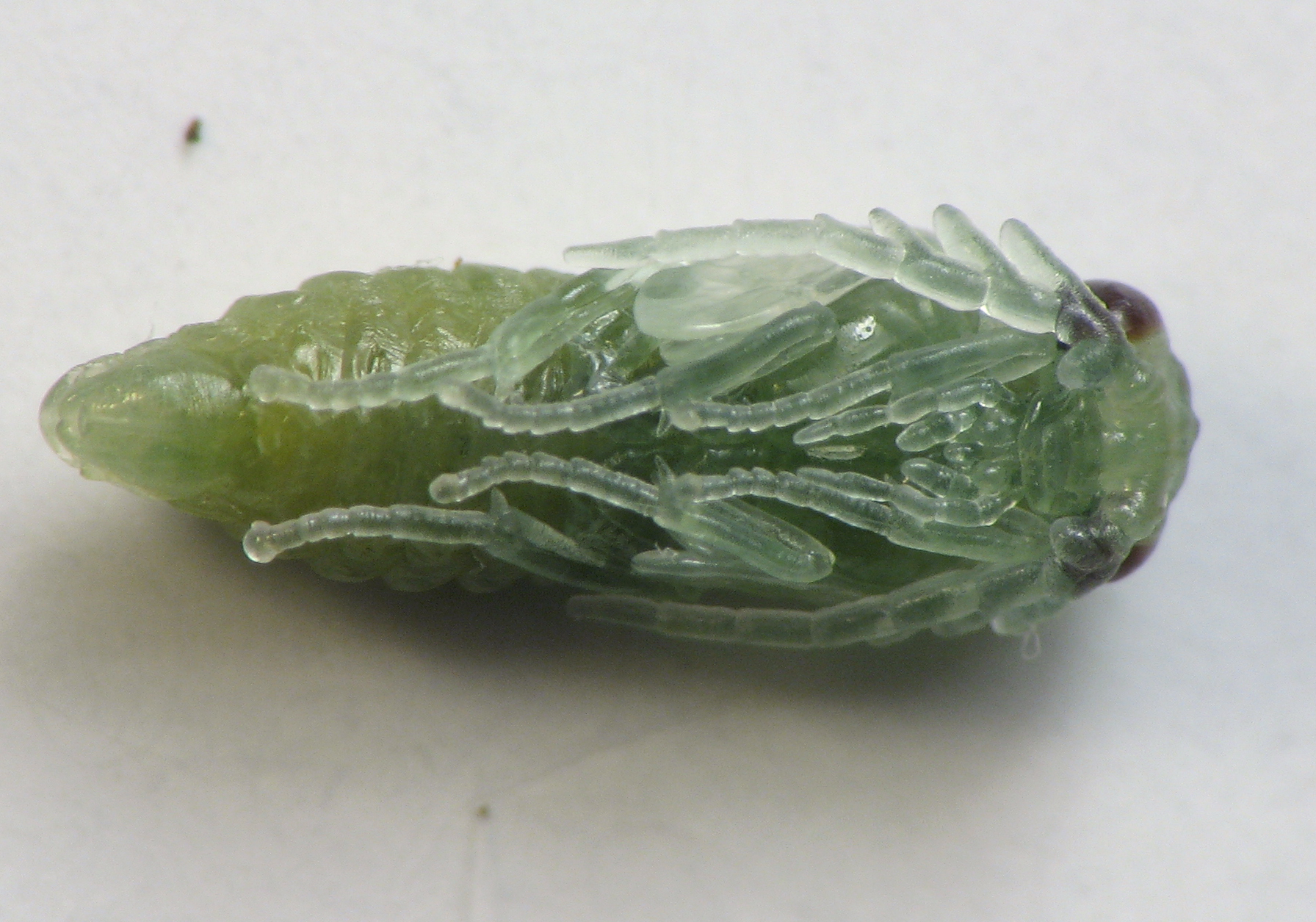
Pupa, vista ventral
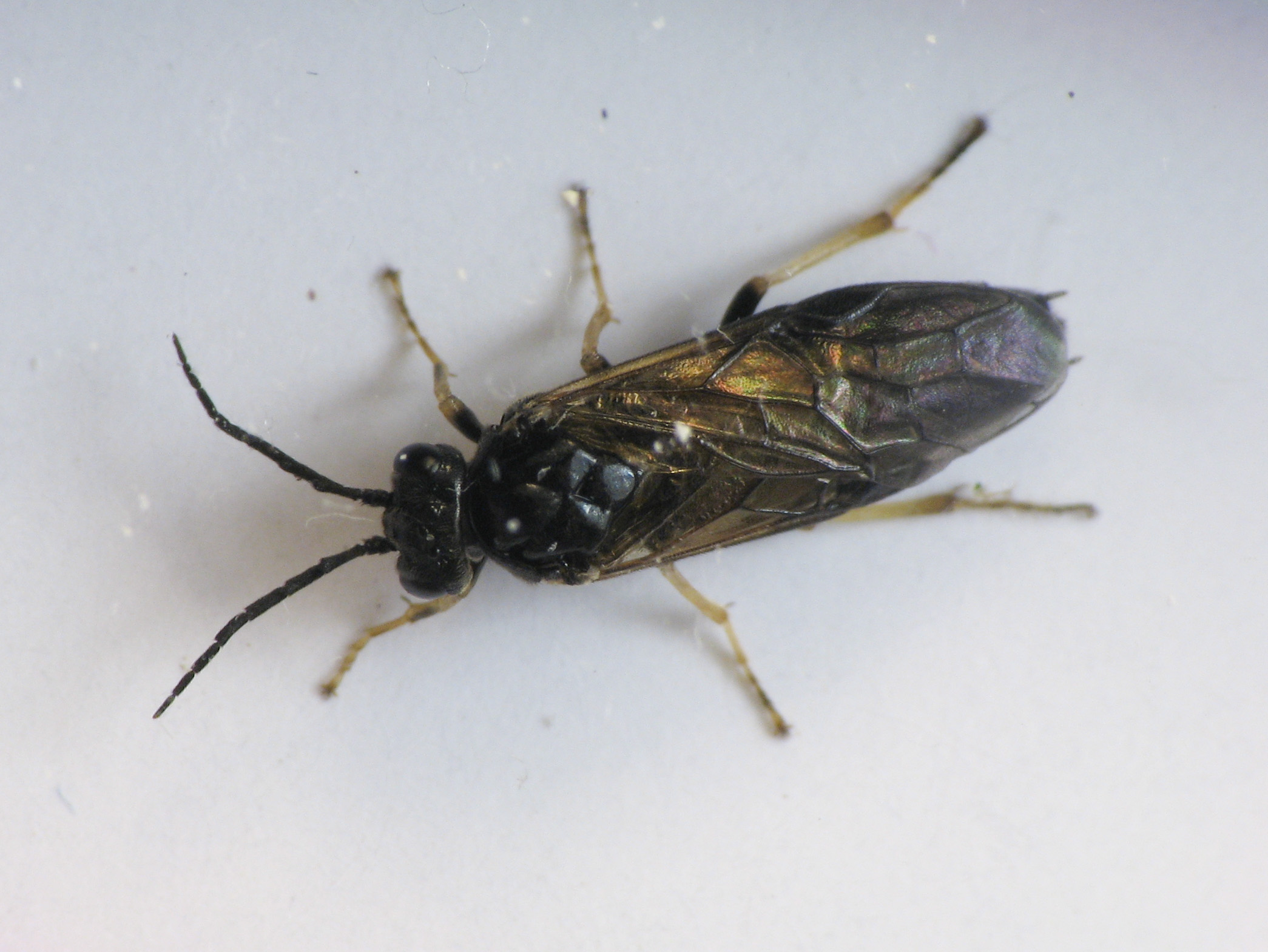
Hembra
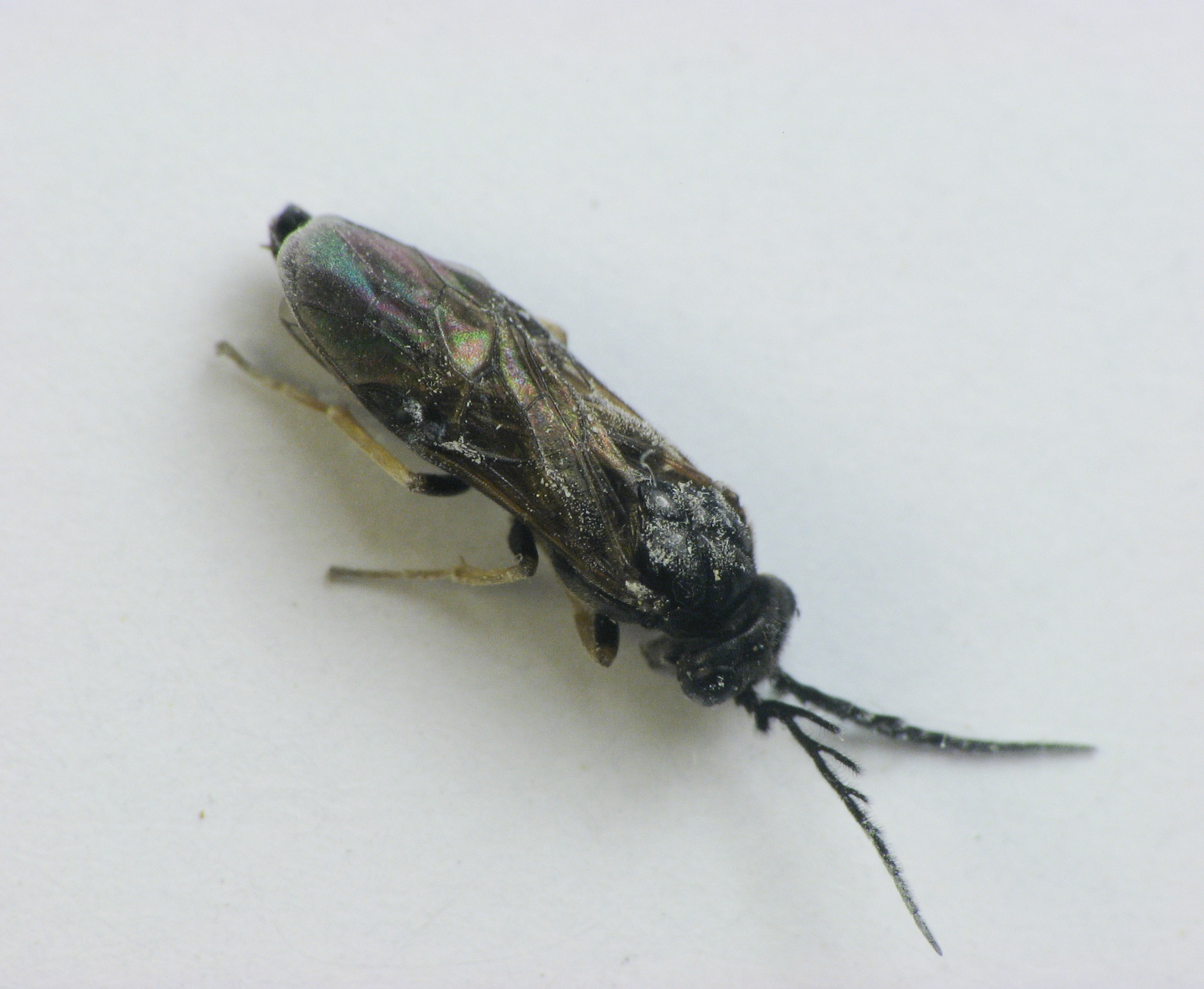
Macho